# Mirosław Koźlakiewicz
Mirosław Koźlakiewicz (ur. 11 czerwca 1957 w Kunkach) – polski polityk i przedsiębiorca rolny, poseł na Sejm III, V, VI i VII kadencji (1997–2001, 2005–2015), sekretarz stanu w Kancelarii Prezesa Rady Ministrów (1999–2001).

## Życiorys
Urodził się 11 czerwca 1957 w Kunkach w rodzinie wielodzietnej jako syn Stanisława i Melanii z domu Lubaczewskiej, którzy zajmowali się prowadzeniem gospodarstwa rolnego. W 1976 ukończył Liceum Ogólnokształcące im. Stanisława Wyspiańskiego w Mławie.
W 1983 uzyskał tytuł zawodowy magistra z organizacji i zarządzania na Wydziale Ekonomiki i Produkcji Akademii Ekonomicznej w Krakowie. Był członkiem Niezależnego Zrzeszenia Studentów. W 1985 zajął się prowadzeniem gospodarstwa rolnego.
Od 1991 uczestniczył w prywatyzacji Ciechanowskich Zakładów Drobiarskich, które przekształcono w spółkę pracowniczą. Przez kilka lat był prezesem zarządu spółki akcyjnej Cedrob. Został później przewodniczącym rady nadzorczej tej firmy.
W latach 1997–2001 sprawował mandat posła na Sejm III kadencji, wybranego z listy Akcji Wyborczej Solidarność. Od maja 1999 do października 2001 pełnił funkcję sekretarza stanu w Kancelarii Prezesa Rady Ministrów. W Sejmie był członkiem Komisji Finansów Publicznych oraz Komisji Rolnictwa i Rozwoju Wsi. W 2001 nie uzyskał poselskiej reelekcji.
Należał do Ruchu Społecznego AWS, później przystąpił do Platformy Obywatelskiej. Z jej listy w wyborach parlamentarnych w 2005 został wybrany na posła V kadencji w okręgu płockim, powracając do Sejmu po czteroletniej przerwie; otrzymał wtedy 7475 głosów. W wyborach parlamentarnych w 2007 po raz trzeci uzyskał mandat poselski, otrzymując 10 770 głosów. W wyborach do Sejmu w 2011 z powodzeniem ubiegał się o reelekcję, dostał 11 000 głosów. Nie kandydował w kolejnych wyborach w 2015. W ramach KP PO reprezentował konserwatywną grupę posłów; opowiadał się przeciwko związkom partnerskim i głosował przeciwko odrzuceniu projektu zaostrzenia przepisów dotyczących aborcji.
Według portalu Money.pl Mirosław Koźlakiewicz w 2011 był najbogatszym posłem z majątkiem wycenianym na 52,6 mln zł. Zarządzał wówczas dwoma fermami drobiu i czterema gospodarstwami rolnymi. W 2013 był trzecim posłem z największym długiem wynoszącym 4,3 mln zł wynikającym z kredytów. Z powodu swojej profesji zawodowej określano go mianem „króla drobiu”. W 2015 jego majątek wynosił około 35 mln zł, przestał być wtedy najbogatszym posłem w Sejmie.
W 2012 zastępca szefa CBA powiadomił o podejrzeniu złamania przez polityka ustawy o sprawowaniu mandatu posła i senatora. Według „Pulsu Biznesu” podczas kontroli oświadczeń majątkowych posła CBA stwierdziło, że polityk prowadził działalność gospodarczą z zakresu chowu i hodowli drobiu na gruntach dzierżawionych od Agencji Nieruchomości Rolnych. Komisja Regulaminowa i Spraw Poselskich w 2013 stwierdziła, że nie doszło do złamania przepisów, co zakończyło postępowanie.
Pewnego rozgłosu nabrały podejmowane przez kilka lat próby oporu lokalnych samorządowców oraz mieszkańców przeciwko stawianiu przez rodzinę Koźlakiewiczów kolejnych kurników w powiecie mławskim, co motywowano kwestiami wpływu tych inwestycji na środowisko.

## Wyniki w wyborach ogólnopolskich
| Wybory | Komitet wyborczy  | Komitet wyborczy                   | Organ             | Okręg | Wynik        |
| ------ | ----------------- | ---------------------------------- | ----------------- | ----- | ------------ |
| 1997   |                   | Akcja Wyborcza Solidarność         | Sejm III kadencji | nr 8  | 9676 (8,37%) |
| 2001   |                   | Akcja Wyborcza Solidarność Prawicy | Sejm IV kadencji  | nr 16 | 6518 (2,51%) |
| 2005   |                   | Platforma Obywatelska              | Sejm V kadencji   | nr 16 | 7475 (3,58%) |
| 2007   | Sejm VI kadencji  | Platforma Obywatelska              | 10 770 (3,51%)    | nr 16 |              |
| 2011   | Sejm VII kadencji | Platforma Obywatelska              | 11 000 (3,98%)    | nr 16 |              |

## Życie prywatne
W 1990 zawarł związek małżeński z Urszulą. Ma dwie córki: Annę i Zofię oraz syna Piotra. Jest stryjem Marii Koźlakiewicz.